# Arugisa
Arugisa là một chi bướm đêm thuộc họ Erebidae.

## Các loài
- Arugisa latiorella (Walker, 1863) (đồng nghĩa: Arugisa watsoni Richards, 1941)
- Arugisa lutea (Smith, 1900)
- Arugisa punctalis (Barnes & McDunnough, 1916)